# Ginnastica ai Giochi della XXIX Olimpiade - Parallele simmetriche
La finale delle parallele simmetriche si è svolta allo Stadio Coperto Nazionale di Pechino il 19 agosto, con inizio alle ore 18:00.

## Finale
| Pos. | Ginnasta                        | Punteggio di partenza | Punteggio della giuria | Penalità | Totale |
| ---- | ------------------------------- | --------------------- | ---------------------- | -------- | ------ |
|      | Li Xiaopeng ( Cina)             | 6,900                 | 9,550                  | -        | 16,450 |
|      | Yoo Won-Chul ( Corea del Sud)   | 7,000                 | 9,250                  | -        | 16,250 |
|      | Anton Fokin ( Uzbekistan)       | 6,800                 | 9,400                  | -        | 16,200 |
| 4    | Fabian Hambüchen ( Germania)    | 6,900                 | 9,075                  | -        | 15,975 |
| 5    | Mitja Petkovšek ( Slovenia)     | 6,800                 | 8,925                  | -        | 15,725 |
| 6    | Huang Xu ( Cina)                | 7,000                 | 8,700                  | -        | 15,700 |
| 7    | Yang Tae-Young ( Corea del Sud) | 7,000                 | 8,650                  | -        | 15,650 |
| 8    | Nikolaj Krjukov ( Russia)       | 6,700                 | 8,450                  | -        | 15,150 |